# Linda Prenkovic
Linda Prenkovic (* 23. Dezember 1992) ist eine ehemalige deutsche Tennisspielerin.

## Karriere
Prenkovic, die im Alter von zehn Jahren mit dem Tennissport begann, spielte ausschließlich auf Turnieren des ITF Women’s Circuit, bei denen sie einen Titel im Einzel und vier im Doppel gewinnen konnte.
Ihr bislang letztes internationales Turnier spielte Prenkovic im August 2019. Sie wird daher nicht mehr in der Weltrangliste geführt.
In der Saison 2014 trat sie in der 2. Tennis-Bundesliga für die TGS Bieber Offenbach an.

## Turniersiege

### Einzel
| Nr. | Datum              | Turnier  | Kategorie   | Belag     | Finalgegnerin    | Ergebnis |
| --- | ------------------ | -------- | ----------- | --------- | ---------------- | -------- |
| 1.  | 28. September 2013 | Monastir | ITF $10.000 | Hartplatz | Victoria Muntean | 6:1, 6:4 |

### Doppel
| Nr. | Datum              | Turnier             | Kategorie   | Belag     | Partnerin            | Finalgegnerinnen                      | Ergebnis         |
| --- | ------------------ | ------------------- | ----------- | --------- | -------------------- | ------------------------------------- | ---------------- |
| 1.  | 17. August 2013    | Scharm asch-Schaich | ITF $10.000 | Hartplatz | Elke Lemmens         | Susanne Celik Sanae Ohta              | 6:0, 7:68        |
| 2.  | 27. September 2013 | Monastir            | ITF $10.000 | Hartplatz | Bernice van de Velde | Khristina Kazimova Varvara Kusnetsowa | 6:2, 4:6, [10:7] |
| 3.  | 3. Oktober 2013    | Monastir            | ITF $10.000 | Hartplatz | Bernice van de Velde | Marija Marfutina Nina Stadler         | 6:2, 6:4         |
| 4.  | 3. November 2018   | Scharm asch-Schaich | ITF $15.000 | Hartplatz | Ola Abou Zekry       | Gabriella Mujan Margriet Timmermans   | 6:4, 6:1         |